# 中国电视艺术家协会
中国电视艺术家协会（英文：China TV Artists Association，缩写：CTAA），簡稱中国视协，是由中国大陆地区电视艺术家组成的团体，是中国文学艺术界联合会的团体会员。中国电视艺术家协会会员包括团体会员和个人会员，团体会员包括各省、自治区、直辖市电视艺术家协会和经中国电视艺术家协会批准全国性的产业电视艺术家协会，现有个人会员6000名。